# كارلهاينز بوم
كارلهاينز بوم (بالألمانية: Karlheinz Böhm) (و. 1928 – 2014 م) هو ممثل، وممثل مسرحي، وممثل أفلام من النمسا . ولد في دارمشتات .

## جوائز
حصل على جوائز منها:
- جائزة بلزان (2007)
- Great Golden Medal of Honour for Services to the Republic of Austria
- Grand Cross of the Order of Merit of the Federal Republic of Germany with Star
- وسام الاستحقاق البافاري
- جائزة برونو كرايسكي لحقوق الإنسان.

## روابط خارجية
- كارلهاينز بوم على موقع IMDb (الإنجليزية)
- كارلهاينز بوم على موقع الموسوعة البريطانية (الإنجليزية)
- كارلهاينز بوم على موقع مونزينجر (الألمانية)
- كارلهاينز بوم على موقع ألو سيني (الفرنسية)
- كارلهاينز بوم على موقع ميوزك برينز (الإنجليزية)
- كارلهاينز بوم على موقع أول موفي (الإنجليزية)
- كارلهاينز بوم على موقع قاعدة بيانات الأفلام السويدية (السويدية)
- كارلهاينز بوم على موقع إن إن دي بي (الإنجليزية)
- كارلهاينز بوم على موقع قاعدة بيانات الفيلم (الإنجليزية)
- كارلهاينز بوم على موقع كينوبويسك (الروسية)